# Лендер Франц Францович

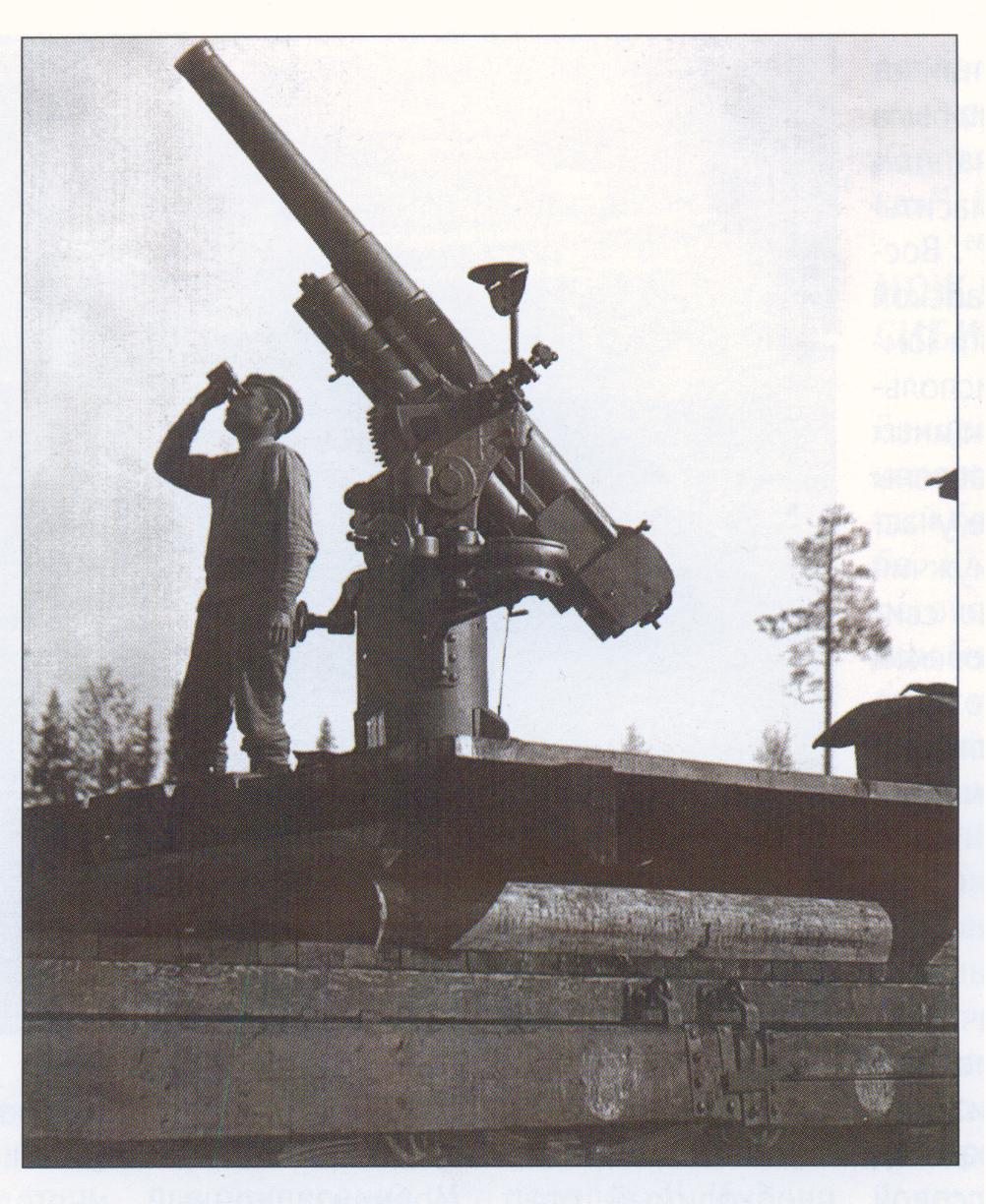
Зенітна гармата на платформі. 1919

Франц Францович Лендер (*12 квітня (24 квітня) 1881, містечко Дунаївці — †14 вересня 1927) — радянський конструктор артилерійського озброєння.

## Біографія
Народився в сім'ї робітника-текстильника, вихідця з Чехії. В 1909 закінчив з відзнакою механічний факультет Петербурзького технологічного інституту. З 1907 року суміщав навчання з роботою на Путилівському заводі, де спроектував напівавтоматичний клиновий гарматний затвір. В 1909 призначений технічним керівником Артилерійської контори Путилівського заводу.